# 武南镇
武南镇，是中华人民共和国甘肃省武威市凉州区下辖的一个乡镇级行政单位。

## 行政区划
武南镇下辖以下地区：
阳光社区、育才社区、百花园社区、迎宾社区、花明社区、范家介村、花盛村、青石村、元湖村、马行河村、宋府村、西介村、武南村、大河村、上中畦村、下中畦村、鲁子沟村、小东河村、张林村、百塔村、唐新庄村和柏树村。